# Isidro Nozal
Isidro Nozal Vega (Barakaldo, 18 oktober 1977) is een voormalig Spaans wielrenner. Zijn jongere broer Carlos Nozal Vega was eveneens wielrenner.

## Carrière
Nozal werd beroepswielrenner in 1999 bij de ploeg ONCE. In 2001 reed hij zijn eerste en enige Ronde van Italië en een jaar later verscheen hij voor het eerst in de Ronde van Frankrijk. Zijn grootste prestatie boekte Nozal in de Ronde van Spanje van 2003, toen hij de tweede plaats in het eindklassement behaalde op slechts 28 seconden van winnaar Roberto Heras. In die ronde won hij bovendien twee etappes. Een jaar later, in de Ronde van Spanje van 2004, reden Heras en Nozal in dezelfde ploeg. Nozal loodste als knecht zijn kopman Heras naar een nieuwe eindwinst. Zelf eindigde hij als zevende in het eindklassement. Na deze prestaties belandde Nozal op een zijspoor. Hij boekte geen enkele overwinning meer.
In 2005, voorafgaand aan de Dauphiné Libéré, werd Nozal geschorst omdat hij een hematocrietwaarde had van boven de 50. In 2006 werd hij verdacht van betrokkenheid bij het dopingschandaal Operación Puerto, maar uiteindelijk vrijgesproken. Later gaf Nozal toe dat hij in 2005 drie bloedtransfusies had ondergaan bij sportarts Eufemiano Fuentes, maar ontkende verder enig dopinggebruik.
In 2008 en 2009 reed Nozal voor de Portugese continentale ploeg Liberty Seguros. Samen met twee ploeggenoten (Nuno Ribeiro en Héctor Guerra) werd hij in 2009 betrapt op het gebruik van het dopingproduct CERA. Dit gebeurde voor aanvang van de Ronde van Portugal. Hij kreeg een schorsing van twee jaar en keerde daarna niet meer terug in het peloton.

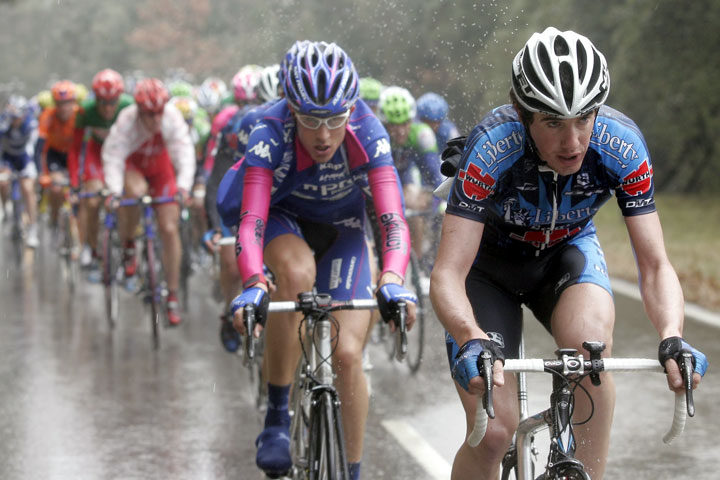
Isidro Nozal op kop van het peloton

## Belangrijkste overwinningen
2002
- 3e etappe Clásica Internacional de Alcobendas y Villalba
- 3e etappe Ronde van Burgos (ploegentijdrit)

2003
- 6e etappe Ronde van Spanje
- 13e etappe Ronde van Spanje

## Resultaten in voornaamste wedstrijden
| Jaar | Ronde van Italië | Ronde van Frankrijk | Ronde van Spanje |
| ---- | ---------------- | ------------------- | ---------------- |
| 2001 | 68e              |                     |                  |
| 2002 |                  | 38e                 |                  |
| 2003 |                  | 72e                 | ↑ (2)            |
| 2004 |                  | 73e                 | 7e               |
| 2005 |                  |                     | opgave           |

| Jaar | Amstel Gold Race | Luik-Bast.‑Luik | Ronde van Lombardije |  | WK op de weg |
| ---- | ---------------- | --------------- | -------------------- |  | ------------ |
| 2001 |                  |                 |                      |  |              |
| 2002 |                  |                 | 59e                  |  |              |
| 2003 |                  | 73e             | 29e                  |  |              |
| 2004 |                  |                 | 14e                  |  | 63e          |
| 2005 | 123e             |                 |                      |  |              |